# Фудзии, Харуя
Харуя Фудзии (яп. 藤井 陽也; род. 26 декабря 2000, Айти) — японский футболист, защитник клуба «Кортрейк» и национальной сборной Японии.

## Карьера

### «Нагоя Грампус»
Начинал заниматься футболом в академиях таких японских клубов как «Хикари» и «Грампус Миёси». Позже футболист присоединился к клубу «Нагоя Грампус», где стал выступать за юношеские команды. В марте 2018 года футболист был зарегистрирован в основной команде японского клуба. Дебютировал за клуб футболист 14 марта 2018 года в матче Кубка Джей-лиги против клуба «Санфречче Хиросима», выйдя на поле в стартовом составе. В декабре 2018 года 2018 года была объявлено и полноценном переходе футболиста в основную команду клуба. Свой дебютный матч в японском чемпионате футболист сыграл 20 июля 2019 года против клуба «Гамба Осака», выйдя на поле в стартовом составе. Начиная с сезона 2020 года футболист стал полноценно попадать в заявки на матчи основной команды, однако оставался игроком скамейки запасных, почти не выходя на поле. По итогу сезона, в котором футболист провёл всего лишь 2 матча в Кубке Джей-лиги и чемпионате, завоевал бронзовые медали Джей-лиги.
В начале сезона 2021 года футболист выбыл из распоряжения основной команды японского клуба, пропустив весь весенний отрезок. Дебютный гол за клуб футболист забил 9 июня 2021 года в матче Кубка Императора против клуба «Мицубиси Мидзусима». В июне 2021 года футболист вместе с клубом отправился на матчи Лиги чемпионов АФК. Первый матч на турнире футболист сыграл 28 июня 2021 года против таиландского клуба «Ратчабури». Также футболист по итогу 2021 года стал обладателем Кубка Джей-лиги. Новый сезон футболист начал с матча 23 февраля 2022 года против клуба «Симидзу С-Палс», выйдя на поле в стартовом составе. Затем футболист смог быстро закрепиться в основной команде клуба, став ключевым защитником. Первым результативным действием за клуб футболист отличился 4 июня 2022 года в матче Кубка Джей-лиги против клуба «Киото Санга», отдав голевую передачу. Свой дебютный гол за клуба в чемпионате футболист забил 8 октября 2022 года в матче против клуба «Киото Санга». В следующем сезоне 2023 года футболист смог отличиться за клуб 3 забитыми голами и 3 результативными передачами во всех турнирах.

#### Аренда в «Кортрейк»
В январе 2024 года футболист на правах арендного соглашения присоединился к бельгийскому клубу «Кортрейк» до конца сезона с возможной опцией полноценного выкупа. Дебютировал за клуб футболист 20 января 2024 года в матче против льежского «Стандарда», выйдя на поле в стартовом составе.

## Международная карьера
В марте 2023 года футболист получил вызов в национальную сборную Японии. Дебютировал за клуб футболист 1 января 2024 года в товарищеском матче против сборной Таиланда, выйдя на поле в стартовом составе.

## Достижения
«Нагоя Грампус»
- Обладатель Кубка Джей-лиги: 2021